# TV3 (Lettonie)
TV3 Latvija est une chaîne de télévision privée lettonne.

## Histoire
TV3 appartient à l'origine à All Media Baltics, une société détenue par la société d'investissement Providence Equity Partners.
TV3 est lancée en 1998, mais n'a une licence terrestre qu'en 2001. La chaîne devient la chaîne la plus regardée de Lettonie en septembre 2007, dépassant son rival LNT.
TV3 diffuse des séries américaines. La chaîne propose également de nombreux programmes lettons, notamment le programme d'information TV3 Ziņas, le programme d'information d'investigation Nekā personīga et les séries télévisées Svešā seja ou Viņas melo labāk.
Le réseau compte également trois chaînes sœurs : TV3 Life (mode de vie), TV3 Mini (pour enfants) et TV3 Sport.

## Traduction
- (en) Cet article est partiellement ou en totalité issu de l’article de Wikipédia en anglais intitulé « TV3 (Latvia) » (voir la liste des auteurs).

1. ↑  (en) « All Media Baltics to work under TV3 brand starting December », sur The Baltic Times, 2019 (consulté le 19 juillet 2021)